# Allemande

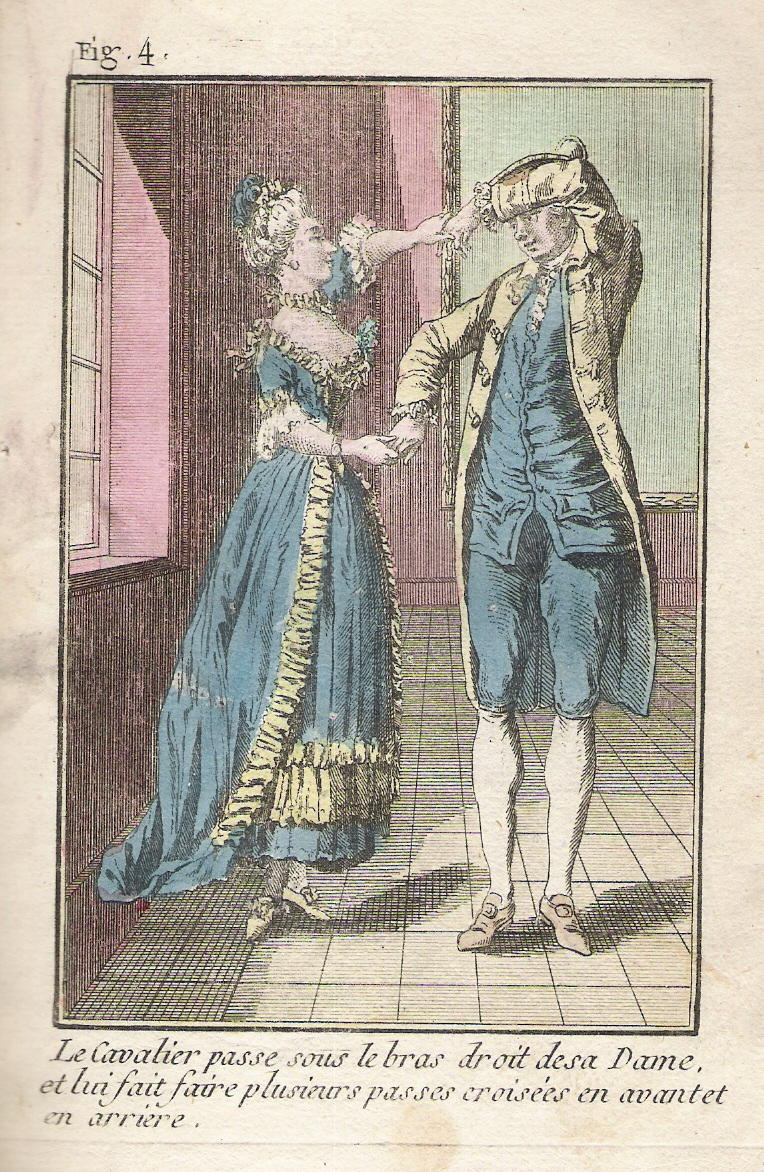

De allemande is een dansvorm die veelal als onderdeel van suites voorkomt, onder andere in de Franse suite. De allemande die afkomstig is uit Duitsland (Allemagne is het Franse woord voor Duitsland) was omstreeks 1600 als dans in Duitsland uitgestorven, en kwam slechts nog als eenvoudige volksdans voor. De dans werd echter daarna weer via Frankrijk (als 'allemagne') en Engeland teruggeïmporteerd in Duitsland en kwam in de latere barok omstreeks 1680 weer tot bloei als gestileerde dans.
De allemande is een rustige stapdans die bestaat uit een tweedelige 4/4 maat met veel zestiende noten. De dans wordt meest traditioneel gevolgd door een nadans ('tripla') in driedelige maatsoort, de courante.
De allemande vormt vaak het eerste deel van de Franse Suite, gevolgd door de courante, de sarabande en de gigue.

## Opmaat in de allemande
Een kenmerk van de allemande is dat er vaak een karakteristieke opmaat in voorkomt. De meest voorkomende zijn:
- de achtste opmaat:

- de drie zestienden opmaat: